# カールマン (フランク王)
カールマン1世（ドイツ語：Karlmann I 、751年6月28日 - 771年12月4日）は、フランク王国（カロリング朝）の国王（在位：768年 - 771年）。ピピン3世（小ピピン）と王后ベルトラダの次男で、カール1世（大帝）の弟。ただし、カールは生誕年が諸説ある事とピピン3世とベルトラダの結婚年が確定出来ていない事から、ベルトラダ所生の子である事に疑問を提起している歴史家もいる。この場合、カールマンがベルトラダにとっては長男となる。

## 生涯
754年、カールマンは兄のカールとともにローマ教皇ステファヌス2世から王として塗油された。そして768年に父王ピピン3世が死去したのち、両者はフランク族の習慣に従って遺領を分割し、カールマン1世は王国の東部であるブルグントと南アウストラシアを相続した。
カールとカールマンの兄弟は不仲であったが、769年にカールが弟カールマンにアキテーヌ討伐の援軍を求めたものの、カールマンがこれを断ったことから二人の関係は更に悪化したという。771年、カールマン1世はランスで死去した（鼻から大量に出血して死亡したとも言われる）。その後王后ゲルベルガは子供と共にランゴバルド国王デジデリウスの下へ逃れ、遺領はすべてカール1世が相続した。ゲルベルガはランゴバルド王女であったともいわれている。よりカール1世寄りの年代記では、ゲルベルガの行動にカール1世が困惑していたことが示唆されている。

## 子女
- ピピン（770年 - ）[4] - カールマンの死後、母とともにランゴバルド王国に逃れた